# Liste des matchs de l'équipe d'Iran de football par adversaire
Cette liste présente les matchs de l'équipe d'Iran de football par adversaire rencontré depuis sa création.
- Haut – A
- B
- C
- D
- E
- F
- G
- H
- I
- J
- K
- L
- M
- N
- O
- P
- Q
- R
- S
- T
- U
- V
- W
- X
- Y
- Z

## A

### Algérie
Confrontations entre l'équipe d'Algérie de football et l'équipe d'Iran de football en matchs officiels
Matchs
| Date              | Lieu           | Match          | Score | Compétition                      |
| 27 septembre 1991 | Téhéran, Iran  | Iran - Algérie | 2-1   | Coupe afro-asiatique des nations |
| 13 octobre 1991   | Alger, Algérie | Algérie -Iran  | 1-0   | Coupe afro-asiatique des nations |
| 27 mars 2018      | Graz, Autriche | Iran -Algérie  | 2-1   | Match amical                     |

Bilan
- Total de matchs disputés : 3
- Victoires de l'Iran: 2
- Victoires de l'Algérie :1
- Matchs nuls : 0

### Allemagne
Confrontations entre l'Allemagne et l'Iran en matchs officiels :
Matchs
| Date         | Lieu        | Match            | Score | Compétition                    |
| 25 juin 1998 | Montpellier | Allemagne - Iran | 2-0   | Coupe du monde 1998 (Groupe F) |

Bilan partiel
- Total de matchs disputés : 1
- Victoires de l'équipe d'Allemagne : 1
- Matchs nuls : 0
- Victoires de l'équipe d'Iran : 0

### Angola
Confrontations entre l'Angola et l'Iran :
Matchs
| Date         | Lieu    | Match         | Score | Compétition                    |
| 21 juin 2006 | Leipzig | Iran - Angola | 1-1   | Coupe du monde 2006 (groupe D) |

Bilan
- Total de matchs disputés : 1
- Victoires de l'équipe d'Angola : 0
- Victoires de l'équipe d'Iran : 0
- Match nul : 1

### Angleterre
| Date             | Lieu | Match             | Score | Compétition          |
| ---------------- | ---- | ----------------- | ----- | -------------------- |
| 21 novembre 2022 | Doha | Angleterre - Iran | 6-2   | Coupe du monde 2022, |

### Argentine
Confrontations entre l'Iran et l'Argentine
|   | Date         | Lieu           | Match            | Score | Compétition                    |
| - | ------------ | -------------- | ---------------- | ----- | ------------------------------ |
| 1 | 22 mars 1977 | Madrid         | Iran - Argentine | 1-1   | Match amical                   |
| 2 | 21 juin 2014 | Belo Horizonte | Argentine - Iran | 1-0   | Coupe du monde 2014 (Groupe F) |

#### Bilan
- Total de matchs disputés : 2
- Victoires de l'équipe d'Iran : 0
- Victoires de l'équipe d'Argentine : 1
- Matchs nuls : 1
- Total de buts marqués par l'équipe d'Argentine : 2
- Total de buts marqués par l'équipe d'Iran : 1

### Australie
Confrontations entre l'Australie et l'Iran :
Matchs
| Date             | Lieu                | Match            | Score | Compétition                                                       |
| 18 août 1973     | Sydney Australie    | Australie - Iran | 3-0   | Qualifications pour la Coupe du monde de football 1974            |
| 24 août 1973     | Téhéran Iran        | Iran - Australie | 2-0   | Qualifications pour la Coupe du monde de football 1974            |
| 14 juillet 1977  | Melbourne Australie | Australie - Iran | 0-1   | Qualifications pour la Coupe du monde de football 1978            |
| 25 novembre 1977 | Téhéran Iran        | Iran - Australie | 1-0   | Qualifications pour la Coupe du monde de football 1978            |
| 22 novembre 1997 | Téhéran Iran        | Iran - Australie | 1-1   | Qualifications pour la Coupe du monde de football 1998 (barrages) |
| 29 novembre 1997 | Melbourne Australie | Australie - Iran | 2-2   | Qualifications pour la Coupe du monde de football 1998 (barrages) |

Bilan
- Total de matchs disputés : 6
- Victoires de l'équipe d'Australie : 1
- Victoires de l'équipe d'Iran : 3
- Match nul : 2

## B

### Bahreïn
Confrontations entre Bahreïn et l'Iran :
| Date           | Lieu  | Match          | Score | Compétition                                  |
| -------------- | ----- | -------------- | ----- | -------------------------------------------- |
| 9 février 2005 | Riffa | Bahreïn - Iran | 0-0   | éliminatoires de la coupe du monde 2006 (en) |
| 21 mars 2008   | Riffa | Bahreïn - Iran | 1-0   | Match amical                                 |
| 7 juin 2021    | Riffa | Iran - Bahreïn | 3-0   | éliminatoires de la coupe du monde 2022      |

Bilan :
- Total de match disputés : 3
- Victoire de Bahreïn : 1
- Matchs nuls : 1
- Victoires de l'Iran : 1
- Total de buts marqués par Bahreïn : 1
- Total de buts marqués par l'Iran : 3

### Bosnie-Herzégovine
Confrontations entre la Bosnie-Herzégovine et l'Iran :
Matchs
| Date         | Lieu     | Match                     | Score | Compétition                |
| 25 juin 2014 | Salvador | Bosnie-Herzégovine - Iran | 3-1   | Coupe du monde de football |

Bilan
- Total de matchs disputés : 1
- Victoires de la Bosnie-Herzégovine : 1
- Victoires de l'équipe d'Iran : 0
- Match nul : 0

### Brésil
Confrontations entre le Brésil et l'Iran :
Matchs
| Date           | Lieu      | Match         | Score | Compétition  |
| 7 octobre 2010 | Abou Dabi | Brésil - Iran | 3-0   | Match amical |

Bilan
- Total de matchs disputés : 1
- Victoires de l'équipe du Brésil : 1
- Victoires de l'équipe d'Iran : 0
- Match nul : 0

## C

### Cambodge
Confrontations entre le Cambodge et l'Iran :
| Date            | Lieu    | Match           | Score | Compétition                                            |
| 7 mai 1972      | Bangkok | Iran - Cambodge | 2-0   | Coupe d'Asie des nations (match d'allocation de poule) |
| 17 mai 1972     | Bangkok | Iran - Cambodge | 2-1   | Coupe d'Asie des nations (demi-finale)                 |
| 10 octobre 2019 | Téhéran | Iran - Cambodge | 14-0  | Éliminatoires de la coupe du monde 2022                |
| 11 juin 2021    | Riffa   | Cambodge - Iran | 0-10  | Éliminatoires de la coupe du monde 2022                |

Bilan
Total de matchs disputés : 4
- Victoires de l'équipe d'Iran : 4
- Match nul : 0
- Victoire de l'équipe du Cambodge : 0

## E

### Émirats arabes unis

#### Confrontations
Confrontations entre les Émirats arabes unis et l'Iran :
|    | Date               | Lieu      | Match                      | Score | Compétition                                                     |
| -- | ------------------ | --------- | -------------------------- | ----- | --------------------------------------------------------------- |
| 1  | 5 août 1980        | Al-Aïn    | Émirats arabes unis - Iran | 0-2   | Match amical                                                    |
| 2  | 7 août 1980        | Abou Dabi | Émirats arabes unis - Iran | 0-3   | Match amical                                                    |
| 3  | 1er décembre 1984  | Singapour | Iran - Émirats arabes unis | 3-0   | Coupe d'Asie des nations 1984 (gr. 2)                           |
| 4  | 8 décembre 1988    | Doha      | Iran - Émirats arabes unis | 1-0   | Coupe d'Asie des nations 1988 (gr. 1)                           |
| 5  | 1er novembre 1992  | Hiroshima | Iran - Émirats arabes unis | 0-0   | Coupe d'Asie des nations 1992 (gr. 1)                           |
| 6  | 1er septembre 1997 | Abou Dabi | Émirats arabes unis - Iran | 3-1   | Match amical                                                    |
| 7  | 25 octobre 2001    | Téhéran   | Iran - Émirats arabes unis | 1-0   | Tour préliminaire à la Coupe du monde 2002 (zone Asie, barrage) |
| 8  | 31 octobre 2001    | Abou Dabi | Émirats arabes unis - Iran | 0-3   | Tour préliminaire à la Coupe du monde 2002 (zone Asie, barrage) |
| 9  | 8 août 2006        | Téhéran   | Iran - Émirats arabes unis | 1-0   | Match amical                                                    |
| 10 | 12 janvier 2007    | Abou Dabi | Émirats arabes unis - Iran | 0-2   | Match amical                                                    |
| 11 | 2 juin 2008        | Téhéran   | Iran - Émirats arabes unis | 0-0   | Éliminatoires de la Coupe du monde 2010 (zone Asie, 3e tour)    |
| 12 | 7 juin 2008        | Al-Aïn    | Émirats arabes unis - Iran | 0-1   | Éliminatoires de la Coupe du monde 2010 (zone Asie, 3e tour)    |
| 13 | 19 novembre 2008   | Dubaï     | Émirats arabes unis - Iran | 1-1   | Éliminatoires de la Coupe du monde 2010 (zone Asie, 4e tour)    |
| 14 | 10 juin 2009       | Téhéran   | Iran - Émirats arabes unis | 1-0   | Éliminatoires de la Coupe du monde 2010 (zone Asie, 4e tour)    |
| 15 | 19 janvier 2011    | Doha      | Émirats arabes unis - Iran | 0-3   | Coupe d'Asie des nations 2011 (gr. D)                           |
| 16 | 19 janvier 2015    | Brisbane  | Iran - Émirats arabes unis | 1-0   | Coupe d'Asie des Nations 2015 (gr. C)                           |
| 17 | 7 octobre 2021     | Dubaï     | Émirats arabes unis - Iran | 0-1   | Éliminatoires de la Coupe du monde de football 2022             |

#### Bilan
Au 26 avril 2022 :
- Total de matchs disputés : 17
- Victoires des Émirats arabes unis : 1
- Matchs nuls : 3
- Victoires de l'Iran : 12
- Total de buts marqués par les Émirats arabes unis : 4
- Total de buts marqués par l'Iran : 24

### Espagne
Confrontations entre l'Espagne et l'Iran :
Matchs
| Date         | Lieu         | Match          | Score | Compétition                    |
| 20 juin 2018 | Kazan Russie | Iran - Espagne | 0-1   | Coupe du monde 2018 (Groupe B) |

Bilan
- Total de matchs disputés : 1
- Victoires de l'équipe d'Espagne : 1
- Victoires de l'équipe d'Iran : 0
- Match nul : 0

### États-Unis
| Date             | Lieu | Match             | Score | Compétition          |
| ---------------- | ---- | ----------------- | ----- | -------------------- |
| 21 juin 1998     | Lyon | États-Unis - Iran | 1-2   | Coupe du monde 1998, |
| 29 novembre 2022 | Doha | Iran - États-Unis | 0-1   | Coupe du monde 2022, |

Bilan
- Total de matchs disputés 2
- Victoires de Iran 1
- Victoires des États-Unis 1

## F

### France
Confrontations entre l'équipe de France de football et l'équipe d'Iran de football
Matchs
| Date        | Lieu            | Match         | Score | Compétition |
| 11 mai 1978 | Toulouse France | France - Iran | 2-1   | amical      |

Bilan
- Total de matchs disputés : 1
- Victoires de l'équipe de France : 1
- Matchs nuls : 0
- Victoires de l'équipe d'Iran : 0

## H

### Hong Kong
Confrontations entre l'Iran et Hong Kong.
| Date             | Lieu      | Match            | Score | Compétition                                       |
| ---------------- | --------- | ---------------- | ----- | ------------------------------------------------- |
| 18 novembre 1977 | Téhéran   | Iran - Hong Kong | 3-0   | éliminatoires de la coupe du monde 1978           |
| 27 mai 1988      | Katmandou | Iran - Hong Kong | 2-0   | éliminatoires de la coupe d'Asie des nations 1988 |
| 3 juin 2021      | Arad      | Iran - Hong Kong | 3-1   | éliminatoires de la coupe du monde 2022           |

Bilan :
- Total de matchs disputés : 3
- Victoires de Hong Kong : 0
- Match nul : 0
- Victoires de l'Iran : 3
- Total de buts marqués par Hong Kong : 1
- Total de buts marqués par l'Iran: 3

## I

### Inde
Confrontations entre l'Iran et le Inde : 
| Date             | Lieu    | Match       | Score | Compétition                                           |
| ---------------- | ------- | ----------- | ----- | ----------------------------------------------------- |
| 11 décembre 1959 | Cochin  | Inde - Iran | 3-1   | Coupe d'Asie des nations de football 1960             |
| 24 mars 2016     | Téhéran | Iran - Inde | 4-0   | Qualification pour la Coupe du monde de football 2022 |

Bilan:
- Total de matchs disputés : 1
- Victoires de Iran : 5
- Match nul : 0
- Victoires de Inde : 3
- Total de buts marqués par le : 5
- Total de buts marqués par le : 3

## J

### Japon
Confrontations entre l'Iran et le Japon :
| Date              | Lieu        | Match        | Score           | Compétition                                                                     |
| 7 mars 1951       | New Delhi   | Iran - Japon | 0-0             | Match amical                                                                    |
| 9 mars 1951       | New Delhi   | Iran - Japon | 3-2             | Match amical                                                                    |
| 11 décembre 1966  | Bangkok     | Japon - Iran | 3-1             | Match amical                                                                    |
| 18 décembre 1966  | Bangkok     | Iran - Japon | 1-0             | Match amical                                                                    |
| 20 novembre 1982  | New Delhi   | Japon - Iran | 1-0             | Match amical                                                                    |
| 22 septembre 1986 | Daejeon     | Japon - Iran | 0-2             | Match amical                                                                    |
| 4 décembre 1988   | Doha        | Japon - Iran | 0-0             | Coupe d'Asie des nations 1988 - (Groupe 1)                                      |
| 20 janvier 1989   | Téhéran     | Iran - Japon | 2-2             | Match amical                                                                    |
| 22 janvier 1989   | Téhéran     | Iran - Japon | 3-1             | Match amical                                                                    |
| 1er octobre 1990  | Pékin       | Iran - Japon | 1-0             | Match amical                                                                    |
| 3 novembre 1992   | Hiroshima   | Japon - Iran | 1-0             | Coupe d'Asie des nations 1992 - (Groupe 1)                                      |
| 18 octobre 1993   | Doha        | Japon - Iran | 0-0             | Qualifications pour la Coupe du monde 1994 - Tour final                         |
| 16 novembre 1997  | Johor Bahru | Japon - Iran | 3-2 (but en or) | Qualifications pour la Coupe du monde de football 1998 - Poule Finale (Barrage) |
| 8 septembre 1999  | Yokohama    | Japon - Iran | 1-1             | Match amical                                                                    |
| 28 juillet 2004   | Chongqing   | Japon - Iran | 1-0             | Coupe d'Asie des nations 2004 - (Groupe D)                                      |
| 25 mars 2005      | Téhéran     | Iran - Japon | 2-1             | Qualifications pour la Coupe du monde 2006                                      |
| 17 août 2005      | Yokohama    | Japon - Iran | 2-1             | Qualifications pour la Coupe du monde 2006                                      |
| 13 octobre 2015   | Téhéran     | Iran - Japon | 1-1             | Match amical                                                                    |
| 28 janvier 2019   | Al-Aïn      | Iran - Japon | 0-3             | Coupe d'Asie des nations de football 2019                                       |

Bilan
Total de matchs disputés : 18
- Victoires de l'équipe d'Iran : 7
- Matchs nuls : 6
- Victoires de l'équipe du Japon : 6

### Jordanie

#### Confrontations
Confrontations entre l'Iran et le Jordanie : 
| Date              | Lieu  | Match           | Score | Compétition                                                      |
| ----------------- | ----- | --------------- | ----- | ---------------------------------------------------------------- |
| 30 août 2002      | Damas | Iran - Jordanie | 0-1   | Championnat d'Asie de l'Ouest de football 2002                   |
| 26 septembre 2003 | Amman | Jordanie - Iran | 3-2   | Tour préliminaire à la Coupe d'Asie des nations de football 2004 |
| 22 juin 2007      | Amman | Jordanie - Iran | 0-2   | Championnat d'Asie de l'Ouest de football 2007                   |
| 5 septembre 2012  | Amman | Jordanie - Iran | 0-0   | Match amical                                                     |

Bilan
Total de matchs disputés : 4
- Victoires de l'équipe d'Iran : 4
- Matchs nuls : 1
- Victoires de l'équipe de Jordanie : 4

## K

### Kirghizistan

#### Confrontations
Confrontations entre l'Iran et le Kirghizistan :
|   | Date        | Lieu    | Match               | Score | Compétition                                                      |
| - | ----------- | ------- | ------------------- | ----- | ---------------------------------------------------------------- |
| 1 | 4 juin 1997 | Damas   | Kirghizistan - Iran | 0-7   | Tour préliminaire à la Coupe du monde 1998 (zone Asie, 1er tour) |
| 2 | 9 juin 1997 | Téhéran | Iran - Kirghizistan | 3-1   | Tour préliminaire à la Coupe du monde 1998 (zone Asie, 1er tour) |
| 3 | 7 juin 2016 | Karaj   | Iran - Kirghizistan | 6-0   | Match amical                                                     |

#### Bilan
Au 3 avril 2019 :
- Total de matchs disputés : 3
- Victoires de l'Iran : 3
- Matchs nuls : 0
- Victoires du Kirghizistan : 0
- Total de buts marqués par l'Iran : 16
- Total de buts marqués par le Kirghizistan : 1

## M

### Maldives

#### Confrontations
Confrontations entre les Maldives et l'Iran :
|   | Date            | Lieu    | Match           | Score | Compétition                                                      |
| - | --------------- | ------- | --------------- | ----- | ---------------------------------------------------------------- |
| 1 | 2 juin 1997     | Damas   | Maldives - Iran | 0-17  | Tour préliminaire à la Coupe du monde 1998 (zone Asie, 1er tour) |
| 2 | 11 juin 1997    | Téhéran | Iran - Maldives | 9-0   | Tour préliminaire à la Coupe du monde 1998 (zone Asie, 1er tour) |
| 3 | 31 mars 2000    | Damas   | Maldives - Iran | 0-8   | Tour préliminaire à la Coupe d'Asie des nations 2000 (gr. 2)     |
| 4 | 13 avril 2000   | Téhéran | Iran - Maldives | 3-0   | Tour préliminaire à la Coupe d'Asie des nations 2000 (gr. 2)     |
| 5 | 23 juillet 2011 | Téhéran | Iran - Maldives | 4-0   | Éliminatoires de la Coupe du monde 2014 : zone Asie (2e tour)    |
| 6 | 28 juillet 2011 | Malé    | Maldives - Iran | 0-1   | Éliminatoires de la Coupe du monde 2014 : zone Asie (2e tour)    |

#### Bilan
Au 6 avril 2019 :
- Total de matchs disputés : 6
- Victoires des Maldives : 0
- Matchs nuls : 0
- Victoires de l'Iran : 6
- Total de buts marqués par les Maldives : 0
- Total de buts marqués par l'Iran : 42

### Maroc
Confrontations entre l'équipe d'Iran de football et l'équipe du Maroc de football.
| Date         | Lieu                     | Match        | Score | Compétition                    |
| 15 juin 2018 | Saint-Pétersbourg Russie | Maroc - Iran | 0-1   | Coupe du monde 2018 (Groupe B) |

Bilan
- Total de matchs disputés : 1
- Victoires de l'équipe d'Iran : 1
- Victoires de l'équipe du Maroc : 0
- Matchs nuls : 0

### Mexique
Confrontations entre l'Iran et le Mexique :
Matchs
| Date         | Lieu            | Match          | Score | Compétition                    |
| 11 juin 2006 | Nuremberg       | Mexique - Iran | 3-1   | Coupe du monde 2006 (groupe D) |
| 2 juin 2007  | San Luis Potosí | Mexique - Iran | 4-0   | Match amical                   |

Bilan
- Total de matchs disputés : 2
- Victoires de l'équipe du Mexique : 2
- Victoires de l'équipe d'Iran : 0
- Match nul : 0

## N

### Nicaragua
Confrontations entre l'Iran et le Nicaragua : 
Matchs
| Date             | Lieu    | Match            | Score | Compétiton   |
| 10 novembre 2022 | Téhéran | Iran - Nicaragua | 1-0   | Match amical |

Bilan
- Total de matchs disputés : 1
- Victoires de l'équipe du Nicaragua : 0
- Victoires de l'équipe d'Iran : 1
- Match nul : 0

## O

### Ouzbékistan
Confrontations entre l'Iran et le Ouzbékistan : 
Matchs
| Date             | Lieu     | Match              | Score | Compétition                                         |
| 5 septembre 2009 | Tachkent | Ouzbékistan - Iran | 0-0   | Match amical                                        |
| 6 octobre 2016   | Tachkent | Ouzbékistan - Iran | 0-1   | Éliminatoires de la Coupe du monde de football 2018 |
| 8 octobre 2020   | Tachkent | Ouzbékistan - Iran | 1-2   | Match amical                                        |

Bilan
- Total de matchs disputés : 3
- Victoires de l'équipe d'Ouzbékistan : 1
- Victoires de l'équipe d'Iran : 3
- Match nul : 1

## P

### Pays-Bas
Confrontations entre l'Iran et les Pays-Bas :
Matchs
| Date        | Lieu              | Match           | Score | Compétition                                |
| 3 juin 1978 | Mendoza Argentine | Pays-Bas - Iran | 3-0   | Coupe du monde de football 1978 (1er tour) |

Bilan
- Total de matchs disputés : 1
- Victoires de l'équipe d'Iran : 0
- Victoires de l'équipe des Pays-Bas : 1
- Match nul : 0

### Pays de Galles
| Date             | Lieu      | Match                 | Score | Compétition          |
| ---------------- | --------- | --------------------- | ----- | -------------------- |
| 25 novembre 2022 | Al Rayyan | Pays de Galles - Iran | 0-2   | Coupe du monde 2022, |

### Pologne
Confrontations entre l'équipe d'Iran de football et l'équipe de Pologne de football : 
Matchs
| Date            | Lieu            | Match          | Score | Compétition       |
| 22 juillet 1976 | Montréal Canada | Pologne - Iran | 3-2   | Tournoi olympique |
| 2 février 1990  | Téhéran Iran    | Iran - Pologne | 0-2   | Match amical      |
| 4 février 1990  | Téhéran Iran    | Iran - Pologne | 0-1   | Match amical      |

Bilan
- Total de matchs disputés : 3
- Victoires de l'équipe de Pologne : 3
- Victoires de l'équipe d'Iran : 0
- Matchs nuls : 0

### Portugal
Confrontations entre le Portugal et l'Iran :
Matchs
| Date         | Lieu                            | Match           | Score | Compétition                         |
| 14 juin 1972 | Recife Brésil                   | Portugal - Iran | 3-0   | Tournoi de l'Indépendance du Brésil |
| 17 juin 2006 | Francfort-sur-le-Main Allemagne | Portugal - Iran | 2-0   | Coupe du monde 2006 (groupe D)      |
| 25 juin 2018 | Saransk Russie                  | Iran - Portugal | 1 - 1 | Coupe du monde 2018 (Groupe B)      |

Bilan
- Total de matchs disputés : 3
- Victoires de l'équipe du Portugal : 2
- Victoires de l'équipe d'Iran : 0
- Match nul : 1

## R

### Russie
L'article liste les confrontations entre l'équipe de Russie ou l'équipe d'URSS contre l'équipe d'Iran en football.
Matchs
| Date             | Lieu              | Match       | Score | Compétition        |
| 14 mars 1969     | Iran              | Iran - URSS | 0-2   | Friendship cup     |
| 13 juillet 1975  | Iran              | Iran - URSS | 1-0   | Friendship cup     |
| 15 juillet 1975  | Iran              | Iran - URSS | 0-1   | Friendship cup     |
| 25 juin 1976     | Iran              | Iran - URSS | 1-0   | amical             |
| 27 juin 1976     | Iran              | Iran - URSS | 2-2   | amical             |
| 25 juillet 1976  | Sherbrooke Canada | Iran - URSS | 1-2   | JO 1976 (Montréal) |
| 29 juillet 1977  | Iran              | Iran - URSS | 1-3   | amical             |
| 31 juillet 1977  | Iran              | Iran - URSS | 1-1   | amical             |
| 6 septembre 1978 | Téhéran Iran      | Iran - URSS | 0-1   | amical             |
| 22 juin 1979     | Union soviétique  | URSS - Iran | 2-0   | amical             |
| 25 juin 1979     | Iran              | Iran - URSS | 1-3   | amical             |
| 28 janvier 1985  | Cochin Inde       | Iran - URSS | 0-2   | Nehru Gold Cup     |

Bilan
- Total de matchs disputés : 12
- Victoires de l'équipe d'URSS ou de Russie : 8
- Victoires de l'équipe d'Iran : 2
- Matchs nuls : 2

Au 18 décembre 2006, douze rencontres ont été disputées entre l'URSS et l'Iran ; dix d'entre elles sont des rencontres amicales. Ceci peut s'expliquer par le fait que l'Iran dispute la plupart de ses matchs contre des équipes d'Asie, notamment la qualification à la coupe du monde de football et la Coupe d'Asie des nations de football, alors que la Russie ou l'URSS dispute essentiellement des matchs contre des équipes européennes.
Les deux équipes ne se sont jamais rencontrées lors d'une coupe du monde, en effet l'équipe d'Iran a participé à l'édition de 1978 et à celle de 1998 mais l'URSS puis la Russie ne s'étaient pas qualifiées pour ces deux éditions de coupe du monde.
Sources
Les données du tableau proviennent de , site de World Football Elo Ratings et Advanced Satellite Consulting.

## S

### Sénégal
Confrontations entre l'Iran et le Sénégal :

#### Matchs
| Date           | Lieu    | Match          | Score | Compétition  |
| 1er avril 2009 | Téhéran | Iran - Sénégal | 1-1   | Match amical |

#### Bilan
- Total de matchs disputés : 1
- Victoires de l'Équipe du Sénégal : 0
- Victoires de l'Équipe d'Iran : 0
- Matchs nuls : 1

### Sierra Leone

#### Confrontations
Confrontations entre la Sierra Leone et l'Iran :
|   | Date         | Lieu    | Match               | Score | Compétition  |
| - | ------------ | ------- | ------------------- | ----- | ------------ |
| 1 | 17 mars 2018 | Téhéran | Iran - Sierra Leone | 4-0   | Match amical |

#### Bilan
Au 22 avril 2019 :
- Total de matchs disputés : 1
- Victoires de la Sierra Leone : 0
- Matchs nuls : 0
- Victoires de l'Iran : 1
- Total de buts marqués par la Sierra Leone : 0
- Total de buts marqués par l'Iran : 4

### Singapour
Confrontations entre l'Iran et le Singapour : 
|   | Date            | Lieu      | Match            | Score | Compétition                                                   |
| - | --------------- | --------- | ---------------- | ----- | ------------------------------------------------------------- |
| 1 | 14 janvier 2009 | Téhéran   | Iran - Singapour | 6-0   | Éliminatoires de la Coupe d'Asie des nations de football 2011 |
| 2 | 6 janvier 2010  | Singapour | Singapour - Iran | 1-3   | Éliminatoires de la Coupe d'Asie des nations de football 2011 |

#### Bilan
Au 25 juillet 2022 : 
- Total de matchs disputés : 2
- Victoires de l' Iran : 9
- Matchs nuls :
- Victoires de l' Singapour : 1
- Total de buts marqués par l' Iran : 9
- Total de buts marqués par l' Singapour : 1

### Syrie
Confrontations entre l'Iran et la Syrie :
|   | Date             | Lieu    | Match        | Score | Compétition                             |
| - | ---------------- | ------- | ------------ | ----- | --------------------------------------- |
| 1 | 30 mars 2021     | Téhéran | Iran - Syrie | 3-0   | match amical                            |
| 2 | 2 septembre 2021 | Téhéran | Iran - Syrie | 1-0   | éliminatoires de la Coupe du monde 2022 |
| 3 | 16 novembre 2021 | Djeddah | Syrie - Iran | 0-3   | éliminatoires de la Coupe du monde 2022 |

Bilan :
- Total de matchs disputés : 3
- Victoires de la Syrie : 0
- Matchs nuls : 0
- Victoires de l'Iran : 3
- Total de buts marqués par la Syrie : 0
- Total de buts marqués par l'Iran : 7

## Y

### Yémen
Confrontations en matchs officiels entre l'Iran et la Yémen : 
Matchs
| Date           | Lieu      | Match        | Score | Compétition                               |
| 7 janvier 2019 | Abou Dabi | Iran - Yémen | 5-0   | Coupe d'Asie des nations de football 2019 |

Bilan
- Total de matchs disputés : 1
- Victoires de l' Iran : 5
- Victoires de l' Yémen : 0
- Matchs nuls : 0

### Yougoslavie
Confrontations en matchs officiels entre l'Iran et la Yougoslavie :
Matchs
| Date         | Lieu          | Match              | Score | Compétition                    |
| 14 juin 1998 | Saint-Étienne | Yougoslavie - Iran | 1-0   | Coupe du monde 1998 (Groupe F) |

Bilan
- Total de matchs disputés : 1
- Victoires de l'Équipe de Yougoslavie : 1
- Victoires de l'Équipe d'Iran : 0
- Matchs nuls : 0